# 伊福村 (愛知県)
伊福村（いふくむら）は、かつて愛知県海東郡にあった村。
現在のあま市七宝町の南部（七宝町伊福・七宝町徳実・七宝町下之森・七宝町鯰橋・七宝町鷹居）に該当する。

## 歴史
- 1873年（明治6年） - 小家村を鷹居村に改称する。
- 1889年（明治22年）10月1日 - 町村制の施行により、伊麦村が伊福村として発足。
- 1890年（明治23年）10月1日 - 伊福村、徳実村、下ノ森村、鯰橋村、鷹居村が合併し、改めて伊福村発足。
- 1906年（明治39年）7月1日 - 宝村、井和村と合併し、七宝村発足。同日伊福村は廃止。